# Lošinj - uvala Balvanida
Lošinj - uvala Balvanida este o arie protejată (sit de importanță comunitară — SCI) din Croația întinsă pe o suprafață de 10,91 ha, integral marine.

## Localizare
Centrul sitului Lošinj - uvala Balvanida este situat la coordonatele 44°29′29″N 14°30′01″E / 44.491379°N 14.500374°E.

## Înființare
Situl Lošinj - uvala Balvanida a fost declarat sit de importanță comunitară în iulie 2013 pentru a proteja un număr necunoscut de specii din flora spontană și fauna sălbatică aflate în arealul zonei.

## Biodiversitate
Situată în ecoregiunea marină mediteraneană, aria protejată conține 1 habitat natural: Golfuri mici largi și golfuri puțin adânci.
La baza desemnării sitului se află un număr nedeclarat de specii protejate.